# MSI Wind PC
MSI Wind PC là một máy tính di động thiết kế bởi Micro-Star International (MSI). Nó được giới thiệu lần đầu tiên tại hội chợ CeBIT 2008, và có đơn đặt hàng đầu tiên vào ngày 9 tháng 5 năm 2008. Sẽ có các phiên bản 8- và 10-inch hỗ trợ độ phân giải lên tới 1024×600. Lưu trữ sử dụng ổ cứng 2.5-inch có dung lượng 80GB; 1 GB RAM sẽ là chuẩn. Giá ở mức £349 cho phiên bản chạy Windows XP và £319 cho phiên bản chạy Linux, giá này là thấp hơn so với giá dự kiến trước đây là từ £299 đến £699 khi giới thiệu lần đầu tiên. The price points for the UMPC for US market have also been released. Phiê bản chạy SuSE Linux sẽ có giá $399 và Windows XP là $550. Chỉ có phiên bản có màn hình LCD 10" dành riêng cho thị trường Mỹ. Cửa hàng bán lẻ trực tuyến Expansys đang nhận đơn đặt hàng trên Website của họ tại Mỹ, với giá lên tới $604 cho phiên bản chạy Windows XP và $560 cho phiên bản chạy Linux.
Nó sẽ sử dụng bộ xử lý Intel Atom 45-nm chạy ở tốc độ 1.6 GHz. Ngoài ra còn có các chức năng khác như Bluetooth, WLAN và một camera 1.3MP. Wind PC như là một lời phản hồi của MSI đối với sản phẩm thành công ASUS Eee PC. Chức năng của nó sẽ hỗ trợ đầy đủ Windows XP Home Edition và Linux, nhưng sẽ không hỗ trợ Windows Vista. Thiết bị này có thể rơi vào khái niệm Netbook.

## Khả năng
MSI Wind dự định sẽ có vào ngày 7 tháng 3 năm 2008 ở Mỹ từ các nhà bán lẻ như Best Buy, Amazon.com, và Costco. Phiên bản máy để bàn của Wind PC đang trong quá trình phát triển.

## So sánh
|              | Phiên bản chạy Linux                                | Phiên bản chạy Windows XP                                                                               |
| ------------ | --------------------------------------------------- | --- |
| Hệ điều hành | Linux Novell (SUSE)                                 | Microsoft Windows XP Home Edition                                                                       |
| Chipset      | Intel 945GMS, ICH7-M                                | Intel 945GMS, ICH7-M                                                                                    |
| Hiển thị     | 10"W (1024*600) LED                                 | 10"W (1024*600) LED                                                                                     |
| VGA          | UMA                                                 | UMA |
| Bộ nhớ       | 512MB DDR2/667 MHz                                  | 1GB DDR2/667 MHz                                                                                        |
| Ổ cứng       | 80G / 2.5"SATA                                      | 80G / 2.5"SATA                                                                                          |
| Pin          | 3-cell, 2200 mAh: 2.5 giờ                           | 6-cell, 5200 mAh: 5.5 giờ Ghi chú: vì pin có sự thiếu hụt, có thể các model bán ra sẽ đi kèm pin 3-cell |
| WLAN         | 802.11 b/g                                          | 802.11 b/g                                                                                              |
| Bluetooth    | Không                                               | Có |
| Webcam       | 1.3 Megapixels                                      | 1.3 Megapixels                                                                                          |
| Kích cỡ      | 259 x 180 x 19-31mm (10.23" x 7.08" x 0.748"/1.24") | 259 x 180 x 19-31mm (10.23" x 7.08" x 0.748"/1.24")                                                     |
| Trọng lượng  | 2.3 lbs (1.04 kg)                                   | 2.6 lbs (1.18 kg)                                                                                       |

## Dẫn chứng
1. ↑  "MSI's Wind PC 10-inch pictured". www.fudzilla.com. ngày 10 tháng 3 năm 2008. Truy cập ngày 10 tháng 3 năm 2008. {{Chú thích báo}}: Kiểm tra giá trị ngày tháng trong: |date= (trợ giúp)
2. ↑  "MSI Wind listed". www.fudzilla.com. ngày 9 tháng 5 năm 2008. Truy cập ngày 9 tháng 5 năm 2008. {{Chú thích báo}}: Kiểm tra giá trị ngày tháng trong: |date= (trợ giúp)
3. ↑  "MSI intros the Eee-ish Wind PC". www.engadget.com. ngày 9 tháng 3 năm 2008. Truy cập ngày 10 tháng 3 năm 2008. {{Chú thích báo}}: Kiểm tra giá trị ngày tháng trong: |date= (trợ giúp)
4. ↑  "MSI's Upcoming Wind Laptop Priced From $560". www.pcworld.com. ngày 12 tháng 5 năm 2008. Bản gốc lưu trữ ngày 20 tháng 5 năm 2008. Truy cập ngày 12 tháng 5 năm 2008. {{Chú thích báo}}: Kiểm tra giá trị ngày tháng trong: |date= (trợ giúp)
5. ↑  http://translate.google.com/translate?u=http%3A%2F%2Fpc.watch.impress.co.jp%2Fdocs%2F2008%2F0519%2Fmsi2.htm&hl=cs&ie=UTF8&sl=ja&tl=en
6. ↑  "Battery Shortages feared". www.msiwind.net. ngày 28 tháng 5 năm 2008. Truy cập ngày 29 tháng 5 năm 2008. {{Chú thích báo}}: Kiểm tra giá trị ngày tháng trong: |date= (trợ giúp)

### Phương tiện
- MSI Wind PC Preview (Spanish) Lưu trữ ngày 19 tháng 5 năm 2008 tại Wayback Machine (Machine translation.) Cần đăng ký!
- Official MSI Pricing of the Wind in the US revealed.
- MSI Wind Preview Lưu trữ ngày 1 tháng 6 năm 2008 tại Wayback Machine
- Hands-on with the MSI Wind ultra-portable  Lưu trữ ngày 6 tháng 6 năm 2008 tại Wayback Machine
- MSI Wind PC Dissection and Power Consumption Test Lưu trữ ngày 1 tháng 6 năm 2008 tại Wayback Machine